# Le Mesnil-au-Val

Le Mesnil-au-Val este o comună în departamentul Manche, Franța. În 1 ianuarie 2022 avea o populație de 727 de locuitori.